# Zgodaj dopolnjena mladost
Drama Zorka Simčiča je nastala leta 1966. Objavljena je bila leta 1992 v argentinskem emigrantskem tisku Prepad kliče prepad. 

## Osebe
- Matjaž
- Gad, poveljnik
- Črt, prvi partizan
- Negro, drugi partizan
- Poslanec božji
- Cerkovnik
- Snežna
- Snežnina mati
- Stankov, Snežnin brat
- Mirjam, Snežnina sestra
- Mihav, Stankov prijatelj
- Susy, Stankova prijateljica
- Madre provinciala
- Madre superiora
- Matjažev očev
- Bela žena
- Ožbovka, Drobinec, Smrekar, Nejče, vaščani, barman, samostanske sestre

Godi se 1942, sredi druge svetovne vojne ter prve in poslednje revolucije v Sloveniji.

## Povzetek

### Prvi del
Partizani likvidirajo brodnika Gornika, ker nasprotuje boju z okupatorjem in ima vpliv na ljudi; umor naj bi obveljal za nesrečo. Ko se likvidator Negro vrne, pride za njim Gornikova hči Snežna, še skoraj otrok - videla je bila »nesrečo«. Gad jo ukaze prijeti in sklene tudi njo ubiti; to naj bi izvršil  Matjaž. Matjaž in Snežna se ljubita, zato se on silovito brani, toda Gad ga prepriča, da je to najvišja moralna dolžnost. Matjaž izvrši povelje in v grozi pobegne.

### Drugi del
Snežno v spremstvu Božjega poslanca čaka pred vrati nebes – zaprla si jih je bila, ker je v smrti spoznala, da ne more sama v nebesa, da mora počakati na Matjaža. Njena usoda bo težka: vse bo videla, vse vedela, a nič ne bo mogla storiti; le upati. - Vojna se je končala, Matjaž straži mejo. Uboj Snežne mu ne da miru, muči se, mozga - tovariši ga imajo za napol zmešanega, a so tudi sami načeti od svojih dejanj, v njih se oglašajo obup, razočaranost, praznina, živčnost. - Snežna je bila preprosila Poslanca, da sta se spustila na zemljo, pretresena je, ko vidi Matjaževo trpljenje. Ne more mu pomagati, a Poslanec namigne, da mu lahko pomagajo njeni, če bodo molili zanj. V Snežni se vzbudi upanje, s Poslancem se prestavita v kraj v Severni Ameriki, kjer v izgnanstvu živita njena mati in brat. - Mati se sreča z Mihom, potoži mu zaradi Stanka, ta da se odtujuje vsemu, kar je nji sveto, izgubil se bo. Stanko bi rad živel, se osvobodil slovenstva in preteklosti, Miha mu govori, da mora biti zvest, da mora svojo usodo ne le sprejeti, ampak tudi vzljubiti, vendar se prijatelja ne moreta ujeti. Medtem mati moli v cerkvi, prosi za Stanka, za svoje mrtve; ob božjem molku spozna, da bi morala prositi predvsem zase, saj je tudi sama ubijala: pravičniško je zavrnila neporočeno nosečo sosedo, ki je potem v obupu skočila v vodo.
Razočarana Snežna se prestavi v južnoameriški samostan k svoji sestri Mirjam. A tudi Mirjam je šele na poti do prave krščanske ponižnosti: moli celo za tiste, ki so njej storili zlo, na Snežninega rablja pa ne pomisli. Snežna v obupni žalosti dozori do pravega samoizničenja, Bogu ponudi lastno odrešenje v odkup za Matjaževo. Kot da je njena žrtev presijala svet: Stanko spozna, da je v zvestobi mir, hvaležno moli za mir vseh, tudi očetovega in Snežninega morilca. Matjaž, ki je prav tedaj očetu priznal svoj zločin, začuti, da mu je nekdo ponudil mir in ve, kaj mu je storiti: šel bo k Snežnini materi in jo prosil, naj mu odpusti. Oče najprej z vso silo ugovarja, potem se vda, ve, da sin ne more drugače. Po njegovem odhodu se Matjaž nameni pobegniti čez mejo, a Poveljnik, ki je bil razgovoru prisluškoval, ga ustreli. Ta smrt Prvemu odpre upanje, za Matjažem bo iskal pot v očiščenje, Poveljniku in Drugemu, ki se nista zmožna odpreti, pa ostane le umiranje, strah, zavist do tistih, ki so zmogli stopiti na pot odrešenja. – Mrtvi Matjaž in Snežna se srečata, a Matjaža božja luč klice za seboj. Snežna ostane sama, čuti se prevarano, je na robu dvoma in obupa; ne razume te igre, ne razume, zakaj, v agoniji spozna, da je sama nič. Njen klic po Matjažu odmeva po prostorju.

### Tretji del
Ponovitev prizora Snežnine smrti. Matjaž se obupan vrne k svoji žrtvi, Snežna ga tolaži, da ga bo čakala, da ga ne zapušča, da gre samo naprej ... Matjaž leže k njej. Sneg zasipa trupli, medtem ko se Gad muči v samotni hiši: prisluškuje, živčen je, obhajata ga strah in nemoč, zebe ga ... Skozi noč prihaja Božji poslanec kot Cerkovnik, ki bo oznanil dan: sneži, sneg zakriva vse, vse postaja uganka - ko pa pride pomlad, se bo odkrilo marsikaj ... Iz velike daljave se zaslišijo zvonovi.